# Västra Skagene
Västra Skagene är en bebyggelse på västra sidan av Hammarön invid Vänern i Hammarö kommun. Från 2015 avgränsar SCB här en småort.